# Agrias salvini
Agrias salvini är en fjärilsart som beskrevs av Hans Fruhstorfer 1895. Agrias salvini ingår i släktet Agrias och familjen praktfjärilar. Inga underarter finns listade i Catalogue of Life.